# Римаско
Рима̀ско (на италиански: Rimasco; на пиемонтски: Rimasch, Римаск) е село в Северна Италия, община Алто Серменца, провинция Верчели, регион Пиемонт. Разположено е на 906 m надморска височина. Населението му е 101 души (1 януари 2018).